# Хуссейн Фадлалла
Шейх Мухаммед Хуссейн Фадлалла (16 листопада 1935 — 4 липня 2010) — видний мусульманський богослов і духовний наставник ліванських шиїтів. Носив духовне звання великого аятоли і був одним з основних претендентів на посаду великого аятоли Наджафа — духовного центру шиїзму, що історично вважається головним релігійним авторитетом для всієї шиїтської громади.

## Життєпис
Фадлалла родився у священному для шиїтів місті Ен-Наджаф, в південному Іраку, в 1935 році. Батьки були ліванськими іммігрантами, вони походили з ліванського містечка Айната. У Ен-Наджафі здобув релігійну освіту. Свою молодість Фадлалла провів в Іраку, де займався богослов'ям і був одним із засновників Партії ісламського заклику «Ад-Даава», яку після американського вторгнення очолив прем'єр-міністр Нурі аль-Малікі. За деякими відомостями, глава іракського уряду до останнього часу був духовним чадом шейха і неодноразово відвідував його. Вперше повернувся на батьківщину до Лівану в 1952 році.
Фадлалла переїхав остаточно до Лівану в 1966 році і був відомий як ініціатор благодійних проектів, спрямованих на поліпшення умов життя найбідніших верств суспільства. У роки громадянської війни відкривав дитячі будинки, школи для інвалідів, медичні центри, і навіть три інститути для сліпих і глухих. Шейх прославився багатьма неординарними фетвами — релігійними приписами. Наприклад, він вважав, що мусульманка за певних обставин може дати відсіч своєму чоловікові. Фадлалла був затятим супротивником куріння, підтримував здоровий спосіб життя молоді та технологічний прогрес.
Шейх Фадлалла підтримав ісламську революції в Ірані в 1979 році, і проголосив необхідність ісламської революції і в Лівані. але розійшовся з аятолою Хомейні в поглядах на першість іранських богословів в шиїзмі і відійшов у тінь. Тим не менш, в 1982 року він став духовним покровителем і одним із засновників ліванського шиїтського руху «Хезболла». З 1985 є президентом Ліванської ради руху «Хезболли», брав участь у розробці «Ліванської ісламської конституції». Згідно з низкою джерел, після замаху на своє життя в середині 1980-х аятолла залишив всі офіційні посади в «Хезболлі», але був вищим духовним авторитетом і радником організації, при цьому не беручи безпосередньої участі в політичній діяльності і бойових операціях цього руху.
Аятолла Хуссейн Фадлалла був відомий своїми жорсткими висловлюваннями на адресу Ізраїлю. Зокрема, він був прихильником боротьби проти Ізраїлю, який вважав «великою небезпекою для наших майбутніх поколінь». На його думку, «вся Палестина являє собою зону військових дій», а «кожен єврей, котрий незаконно займає будинок або землю, що належать палестинцеві, є законною мішенню».
Проте у 2009 році він вітав нові підходи адміністрації США до Ірану, арабського і ісламського світу. В інтерв'ю газеті «Ан-Нахар» він заявив, що очікує «позитивного результату від політики діалогу, оголошеної президентом Бараком Обамою» у разі, якщо його «щирі слова» будуть супроводжуватися конкретними справами.
«Схоже, що в Білому домі, нарешті, з'явилася людина з гуманними поглядами», — зазначив аятолла. У 2008 році він закликав арабів і мусульман оголосити екс-президента США Джорджа Буша «персоною нон грата» і зажадав притягти його до міжнародного суду в Гаазі «за військові злочини, скоєні на Близькому Сході».
Помер 4 липня 2010 у віці 75 років в госпіталі «Бехман» у Бейруті від тривалої хвороби нирок, яка спричинила внутрішній крововилив. У шиїтських районах Лівану було оголошено офіційну жалобу.

## Виноски
1. 1 2  Encyclopædia Britannica
2. ↑  Енциклопедія Брокгауз
3. ↑  AlKindi
4. ↑  http://www.nytimes.com/2010/07/05/world/middleeast/05fadlallah.html
5. 1 2  В Ливане умер основатель "Хезболлы". Архів оригіналу за 5 липня 2010. Процитовано 4 липня 2010.
6. ↑  В Ливане траур — скончался духовный руководитель группировки «Хезболлах» [Архівовано 7 липня 2010 у Wayback Machine.] — newsru.com